# Toyota Succeed

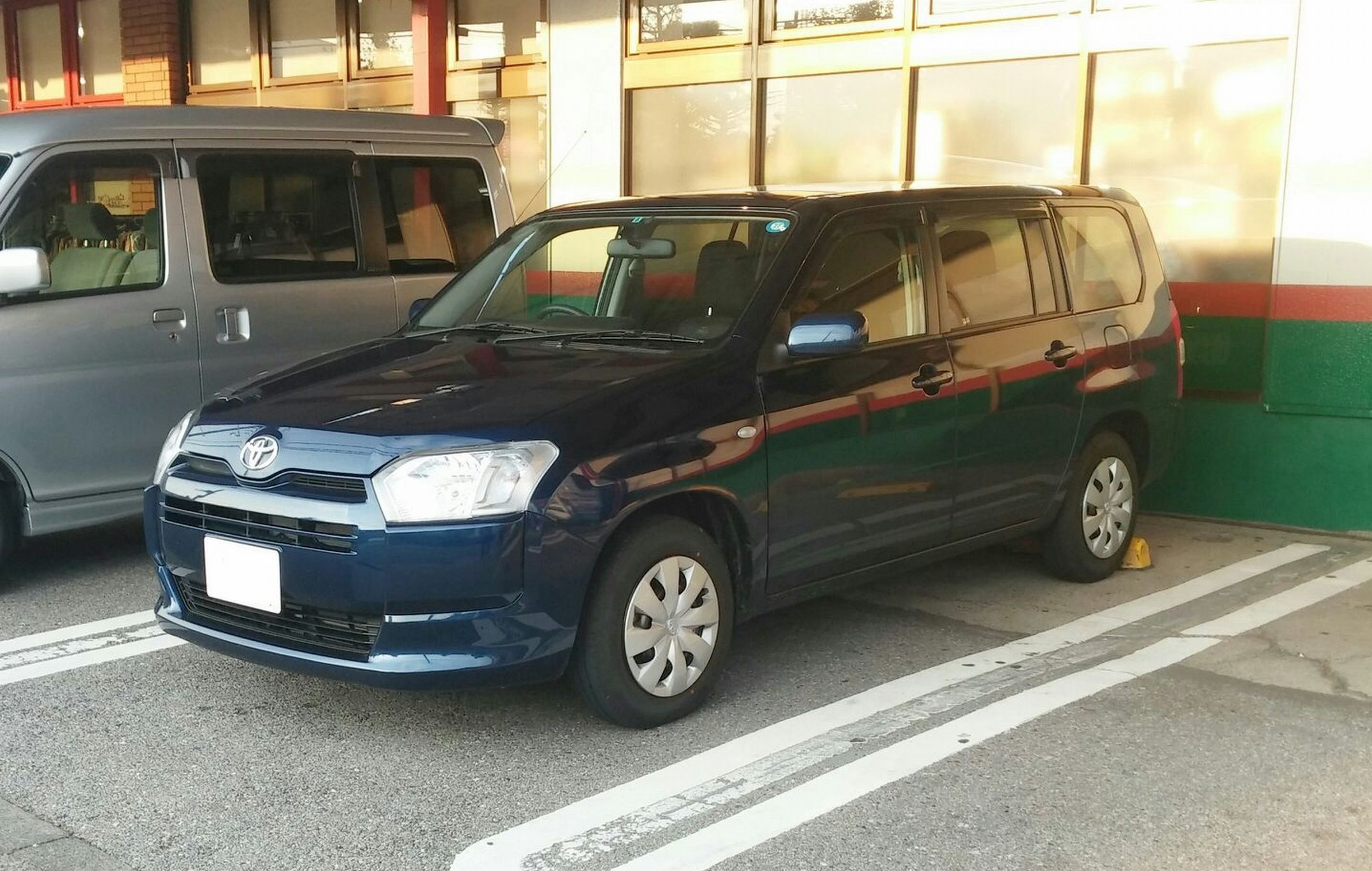
Toyota Succeed NCP160 TX 2014

Toyota Succeed (Тойота Саксід) — п'ятидверний LAV, що випускається компанією Toyota з липня 2002 року. Виробником позиціонується як автомобіль для комерційних перевезень невеликих партій вантажу. Випускається в двох варіантах: пасажирський і вантажо-пасажирський. Пасажирський варіант комплектується тільки автоматичною коробкою передач і півторалітровим двигуном 1NZ-FE. Вантажо-пасажирський — також механічною трансмісією і дизельним двигуном. В 2006 році був проведений рестайлінг автомобіля, був знижений витрата палива на 1,5 літрових 1NZ, до 6,25 літра (на 0,08 л), проведені зміни в бортовому комп'ютері, був знижений викид вихлопних газів на 50 %, був змінений колір задніх ліхтарів, був доданий коректор фар.

## Двигуни
- 1.5L 1NZ-FE I4 (NCP51V/58G/59G/160V/165V)
- 1.5L 1NZ-FXE I4 hybrid (NHP160V)
- 1.4L 1ND-TV D4D I4 turbo-diesel (NLP51V)